# الرابطة الأمريكية للطلاب اليمنيين والمهنيين
تأسست الرابطة الأمريكية للطلاب اليمنيين (العلماء سابقا) والمهنيين (AAYSP) في عام 2002 من قبل اثنين من العلماء اليمنيين اللذين يشتركان في رؤية مشتركة للمساعدة في تعزيز التعليم العالي بين اليمنيين.
أنشأت الرابطة بسرعة فصولًا لبدء الشبكة التي ستنمو في جميع أنحاء العالم. اليوم، تتمتع الرابطة بشبكة من المهنيين والطلاب في جميع أنحاء العالم.

## فصول
حاليًا، لدى الرابطة فصول في نيويورك، رود آيلاند، كاليفورنيا (منطقة الخليج)، شيكاغو، ميشيغان وواشنطن العاصمة. عقدت الرابطة أربعة مؤتمرات في عامي 2006 و2008 في واشنطن العاصمة وفي عامي 2010 و2011 في ديربورن.

### فصل ميشيغان
بدأه بعض طلاب الجامعات والمهنيين في نوفمبر 2008، بعد أن عقدت الرابطة مؤتمر القيادة في ديربورن. يعمل فرع ميشيغان حاليًا مع مدارس مترو ديترويت العامة للعمل بشكل تعاوني من أجل إثراء الطلاب بمعلومات الكلية والمنح الدراسية. 